# Paratemnoides japonicus
Paratemnoides japonicus är en spindeldjursart som först beskrevs av Kuniyasu Morikawa 1953.  Paratemnoides japonicus ingår i släktet Paratemnoides och familjen Atemnidae. Inga underarter finns listade i Catalogue of Life.